# Composizioni di Franz Liszt

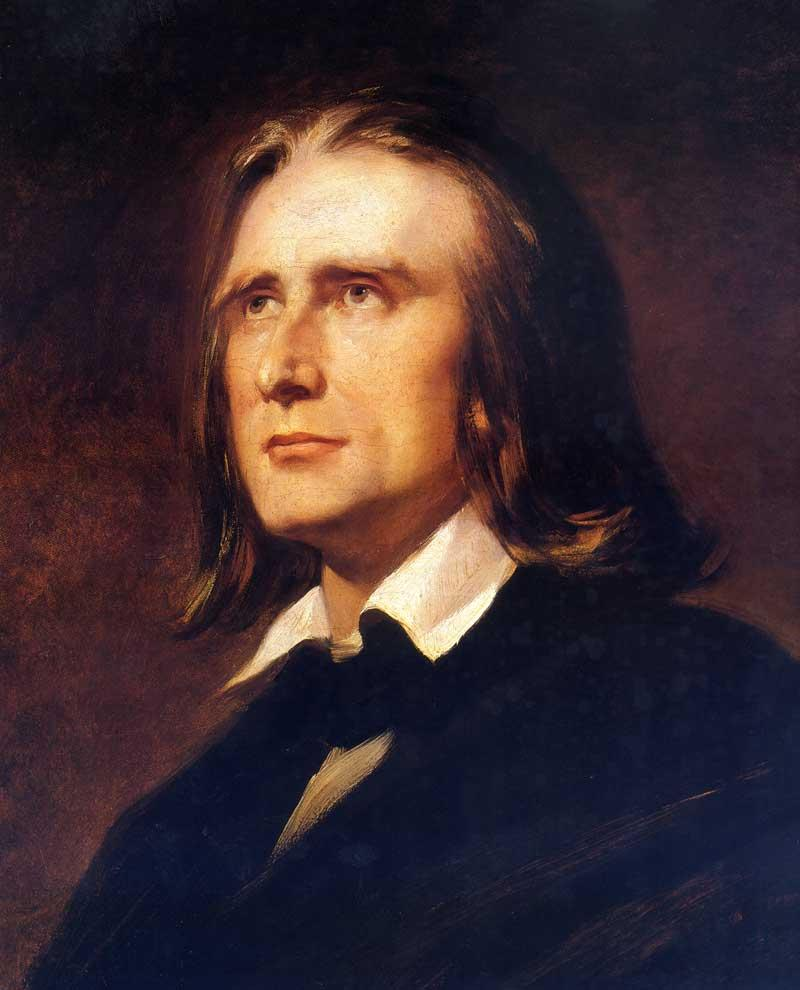
Franz Liszt in un ritratto del 1856 di Wilhelm von Kaulbach.

Qui di seguito è riportata la lista delle composizioni di Franz Liszt, basata sul catalogo di Humphrey Searle - The Music of Liszt, 1966; e sulle aggiunte successive effettuate da Sharon Winklhofer e Leslie Howard. Questa lista proviene da International Music Score Library Project.

## Lavori originali

### Opere
- S.1, '

### Musica corale sacra
- S.2, La Leggenda di Santa Elisabetta (1857-62)
- S.3, Christus (1855-67)
- S.4, Cantico del sol di Francesco d'Assisi [prima/seconda versione] (1862, 1880-81)
- S.5, Die heilige Cäcilia (1874)
- S.6, Die Glocken des Strassburger Münsters (Longfellow) (1874)
- S.7, Cantantibus organis (1879)
- S.8, Missa quattuor vocum ad aequales concinente organo [prima/seconda versione] (1848, 1869)
- S.9, Missa solennis zur Einweihung der Basilika in Gran (Gran Mass) [prima/seconda versione] (1855, 1857-58)
- S.10, Missa choralis, organo concinente (1865)
- S.11, Hungarian Coronation Mass (1866-67)
- S.12, Requiem (1867-68)
- S.13, Salmo 13 (Herr, wie lange ?) [prima/seconda/terza versione] (1855, 1858, 1862)
- S.14, Salmo 18 (Coeli enarrant) (1860)
- S.15, Salmo 23 (Mein Gott, der ist mein hirt) [prima/seconda versione] (1859, 1862)
- S.15a, Salmo 116 (Laudate Dominum) (1869)
- S.16, Salmo 129 (De profundis) (1880-83)
- S.17, Salmo 137 (Dai fiumi di Babilonia) [prima/seconda versione] (1859-62)
- S.18, Cinque corali con testo francese [5 corali] (1840-49)
- S.19, Hymne de l'enfant à son réveil (Lamartine) [prima/seconda versione] (1847, 1862)
- S.20, Ave Maria I [prima/seconda versione] (1846, 1852)
- S.21, Pater noster II [prima/seconda versione] (1846, 1848)
- S.22, Pater noster IV (1850)
- S.23, Domine salvum fac regem (1853)
- S.24, Te Deum II (1853?)
- S.25,  Beati pauperes spiritu (Die Seligkeiten) (1853)
- S.26, Festgesang zur Eröffnung der zehnten allgemeinen deutschen Lehrerversammlung (1858)
- S.27, Te Deum I (1867)
- S.28, An den heiligen Franziskus von Paula (b. 1860)
- S.29, Pater noster I (b. 1860)
- S.30, Responsorien und Antiphonen [5 gruppi] (1860)
- S.31, Christus ist geboren I [prima/seconda versione] (1863?)
- S.32, Christus ist geboren II [prima/seconda versione] (1863?)
- S.33, Slavimo Slavno Slaveni! [prima/seconda versione] (1863, 1866)
- S.34, Ave maris stella [prima/seconda versione] (1865-66, 1868)
- S.35, Crux! (Guichon de Grandpont) (1865)
- S.36, Dall'alma Roma (1866)
- S.37, Mihi autem adhaerere (dal Salmo 73) (1868)
- S.38, Ave Maria II (1869)
- S.39, Inno a Maria Vergine (1869)
- S.40, O salutaris hostia I (1869?)
- S.41, Pater noster III [prima/seconda versione] (1869)
- S.42, Tantum ergo [prima/seconda versione] (1869)
- S.43, O salutaris hostia II (1870?)
- S.44, Ave verum corpus (1871)
- S.45, Libera me (1871)
- S.46, Anima Christi sanctifica me [prima/seconda versione] (1874, ca. 1874)
- S.47, St Christopher. Legend (1881)
- S.48, Der Herr bewahret die Seelen seiner Heiligen (1875)
- S.49, Weihnachtslied (O heilige Nacht) (a. 1876)
- S.50, 12 Alte deutsche geistliche Weisen [12 corali] (ca. 1878-79)
- S.51, Gott sei uns gnädig und barmherzig (1878)
- S.52, Septem Sacramenta. Responsoria com organo vel harmonio concinente (1878)
- S.53, Via Crucis (1878-79)
- S.54, O Roma nobilis (1879)
- S.55, Ossa arida (1879)
- S.56, Rosario [4 corali] (1879)
- S.57, In domum Domini ibimus (1884?)
- S.58, O sacrum convivium (1884?)
- S.59, Pro Papa (ca. 1880)
- S.60, Zur Trauung. Geistliche Vermählungsmusik (Ave Maria III) (1883)
- S.61, Nun danket alle Gott (1883)
- S.62, Mariengarten (b. 1884)
- S.63, Qui seminant in lacrimis (1884)
- S.64, Pax vobiscum! (1885)
- S.65, Qui Mariam absolvisti (1885)
- S.66, Salve Regina (1885)

### Musica corale non sacra
- S.67, Beethoven Cantata No. 1: Festkantate zur Enthüllung (1845)
- S.68, Beethoven Cantata No. 2: Zur Säkularfeier Beethovens (1869-70)
- S.69, Chöre zu Herders Entfesseltem Prometheus (1850)
- S.70, An die Künstler (Schiller) [prima/seconda/terza versione] (1853, 1853, 1856)
- S.71, Gaudeamus igitur. Humoreske  (1869)
- S.72, Vierstimmige Männergesänge [4 corali] (for Mozart-Stiftung) (1841)
- S.73, Es war einmal ein König (1845)
- S.74, Das deutsche Vaterland (1839)
- S.75, Über allen Gipfeln ist Ruh (Goethe) [prima/seconda versione] (1842, 1849)
- S.76, Das düstre Meer umrauscht mich (1842)
- S.77, Die lustige Legion (A. Buchheim) (1846)
- S.78, Trinkspruch (1843)
- S.79, Titan (Schobert) (1842-47)
- S.80, Les Quatre Éléments (Autran) (1845)
- S.81, Le Forgeron (de Lamennais) (1845)
- S.82, Arbeiterchor (de Lamennais?) (1848)
- S.83, Ungaria-Kantate (Hungaria 1848 Cantata) (1848)
- S.84, Licht, mehr Licht (1849)
- S.85, Chorus of Angels from Goethe's Faust (1849)
- S.86, Festchor zur Enthüllung des Herder-Dankmals in Weimar (A. Schöll) (1850)
- S.87, Weimars Volkslied (Cornelius) [6 versioni] (1857)
- S.88, Morgenlied (Hoffmann von Fallersleben) (1859)
- S.89, Mit klingendem Spiel (1859-62 ?)
- S.90, Für Männergesang [12 corali] (1842-60)
- S.91, Das Lied der Begeisterung. A lelkesedes dala (1871)
- S.92, Carl August weilt mit uns. Festgesang zur Enthüllung des Carl-August-Denkmals in Weimar am 3 September 1875 (1875)
- S.93, Ungarisches Königslied. Magyar Király-dal (Ábrányi) [6 versioni] (1883)
- S.94, Gruss (1885?)

### Lavori orchestrali

#### Poemi sinfonici
- S.95, Poème symphonique No. 1, Ce qu'on entend sur la montagne (Berg Symphonie) [prima/seconda/terza versione] (1848-49, 1850, 1854)
- S.96, Poème symphonique No. 2, Tasso, Lamento e Trionfo [prima/seconda/terza versione] (1849, 1850-51, 1854)
- S.97, Poème symphonique No. 3, Les Préludes (1848)
- S.98, Poème symphonique No. 4, Orpheus (1853-54)
- S.99, Poème symphonique No. 5, Prometheus [prima/seconda versione] (1850, 1855)
- S.100, Poème symphonique No. 6, Mazeppa [prima/seconda versione] (1851, b. 1854)
- S.101, Poème symphonique No. 7, Festklänge [revisione aggiunta nel 1863] (1853)
- S.102, Poème symphonique No. 8, Héroïde funèbre [prima/seconda versione] (1849-50, 1854)
- S.103, Poème symphonique No. 9, Hungaria (1854)
- S.104, Poème symphonique No. 10, Hamlet (1858)
- S.105, Poème symphonique No. 11, Hunnenschlacht (1856-57)
- S.106, Poème symphonique No. 12, Die Ideale (1857)
- S.107, Poème symphonique No. 13, Von der Wiege bis zum Grabe (Dalla culla alla tomba) (1881-82)

#### Altri lavori orchestrali
- S.108, Eine Faust-Symphonie [prima/seconda versione] (1854, 1861)
- S.109, Eine Symphonie zu Dantes Divina Commedia (1855-56)
- S.110, Deux Épisodes d'apres le Faust de Lenau [2 pezzi] (1859-61)
- S.111, Zweite Mephisto Waltz (1881)
- S.112, Trois Odes Funèbres [3 pezzi] (1860-66)
- S.113, Salve Polonia (1863)
- S.114, Künstlerfestzug zur Schillerfeier (1857)
- S.115, Festmarsch zur Goethejubiläumsfeier [prima/seconda versione] (1849, 1857)
- S.116, Festmarsch nach Motiven von E.H.z.S.-C.-G. (1857)
- S.117, Rákóczy March (1865)
- S.118, Ungarischer Marsch zur Krönungsfeier in Ofen-Pest (am 8 Juni 1867) (1870)
- S.119, Ungarischer Sturmmarsch (1875)

### Pianoforte e orchestra
- S.120, Grande Fantaisie Symphonique on themes from Berlioz Lélio (1834)
- S.121, Malediction (con orchestra d'archi) (1833)
- S.122, Fantasie über Beethovens Ruinen von Athen [prima/seconda versione] (1837?, 1849)
- S.123, Fantasie über ungarische Volksmelodien (1852)
- S.124, Concerto per pianoforte no. 1 in mi bemolle maggiore [prima/seconda versione] (1849, 1856)
- S.125, Concerto per pianoforte no. 2 in la maggiore [prima/seconda versione] (1839, 1849)
- S.125a, Concerto per pianoforte no. 3 in mi bemolle maggiore (1836-39)
- S.126, Totentanz. Parafrasi sul Dies Irae ['De Profundis' di Ferruccio Busoni/versione finale] (1849, 1859)
- S.126a, Concerto per pianoforte "In stile ungherese" [probabilmente di Sophie Menter] (1885)

### Musica da camera
- S.126b, Zwei Waltzer [2 pezzi] (1832)
- S.127, Duo (Sonata) - Sur des thèmes polonais (1832-35 ?)
- S.128, Grand duo concertant sur la Romance de M.Lafont Le Marin [prima/seconda versione] (ca. 1835-37, 1849)
- S.129, Epithalam zu Eduard. Reményis Vermählungsfeier (1872)
- S.130, Élégie No. 1 [prima/seconda/terza versione] (1874)
- S.131, Élégie No. 2 (1877)
- S.132, Romance oubliée (1880)
- S.133, Die Wiege (1881?)
- S.134, La lugubre gondola [prima/seconda versione] (1883?, 1885?)
- S.135, Am Grabe Richard Wagners (1883)

### Pianoforte solo

#### Studi
- S.136, Études en douze exercices dans tous les tons majeurs et mineurs [prima versione, 12 pezzi] (1826)
- S.137, Douze Grandes Études [seconda versione, 12 pezzi] (1837)
- S.138, Mazeppa [versione intermedia di S137/4] (1840)
- S.139, Douze Études d'exécution transcendante [versione finale, 12 pezzi] (1852)
- S.140, Études d'exécution transcendante d'après Paganini [prima versione, 6 pezzi] (1838)
- S.141, Grandes Études de Paganini [seconda versione, 6 pezzi] (1851)
- S.142, Morceau de Salon, Étude de perfectionnement [Ab Irato, prima versione] (1840)
- S.143, Ab Irato, Étude de perfectionnement [seconda versione] (1853)
- S.144, Trois Études de concert [3 pezzi] (1848?)
  1. Il Lamento
  2. La Leggierezza
  3. Un Sospiro
- S.145, Zwei Konzertetüden [2 pezzi] (1862-63)
  1. Waldesrauschen
  2. Gnomenreigen
- S.146, Technische Studien [68 studi] (ca. 1868-80)

#### Vari lavori originali
- S.147, Variation sur une valse de Diabelli (1822)
- S.148, Huit Variations (1825)
- S.149, Sept Variations brillantes dur un thème de G. Rossini (1824?)
- S.150, Impromptu brillant sur des thèmes de Rossini et Spontini (1824)
- S.151, Allegro di bravura (1824)
- S.152, Rondo di bravura (1824)
- S.152a, Klavierstück (?)
- S.153, Scherzo in G minor (1827)
- S.153a, Marche funèbre (1827)
- S.153b, Grand Solo caractèristique d'apropos une chansonette de Panseron [collezione privata, spartito inaccessibile] (1830-32)[1]
- S.154, Harmonies poétiques et religieuses [Pensée des morts, prima versione] (1833, 1835)
- S.155, Apparitions [3 pezzi] (1834)
- S.156, Album d'un Voyageur [3 gruppi; rispettivamente 7, 9, 3 pezzi] (1835-38)
- S.156a, Trois morceaux suisses [3 pezzi] (1835-36)
- S.157, Fantaisie romantique sur deux mélodies suisses (1836)
- S.157a, Sposalizio (1838-39)
- S.157b, Il penseroso [prima versione] (1839)
- S.157c, Canzonetta del Salvator Rosa [prima versione] (1849)
- S.158, Tre Sonetti del Petrarca [3 pezzi, prima versione di S161/4-6] (1844-45)
- S.158a, Paralipomènes à la Divina Commedia [versione originale del secondo movimento della Dante Sonata] (1844-45)
- S.158b, Prolégomènes à la Divina Commedia [seconda versione della Dante Sonata] (1844-45)
- S.158c, Adagio in C major (foglio d'album della Dante Sonata) (1844-45)
- S.159, Venezia e Napoli [prima versione, 4 pezzi] (1840?)
- S.160, Années de Pèlerinage. Première Année; Suisse [9 pezzi] (1848-55)
- S.161, Années de Pèlerinage. Deuxième Année; Italie [7 pezzi] (1839-49)
- S.162, Venezia e Napoli. Supplément aux Années de Pèlerinage 2de volume [3 pezzi] (1860)
- S.162a, Den Schutz-Engeln (Angelus! Prière à l'ange gardien) [4 abbozzi] (1877-82)
- S.162b, Den Cypressen der Villa d'Este - Thrénodie II [primo abbozzo] (1882)
- S.162c, Sunt lacrymae rerum [prima versione] (1872)
- S.162d, Sunt lacrymae rerum [versione intermedia] (1877)
- S.162e, En mémoire de Maximilian I [Marche funèbre prima versione] (1867)
- S.162f, Postludium - Nachspiel - Sursum corda! [prima versione] (1877)
- S.163, Années de Pèlerinage. Troisième Année [7 pezzi] (1867-77)
- S.163a, Album-Leaf: Andantino Pour Emile et Charlotte Loudon (1828)[2]
- S.163a/1, Foglio d'album in fa diesis minore (1828)
- S.163b, Foglio d'album (Ah vous dirai-je, maman) (1833)
- S.163c, Foglio d'album in do minore (Pressburg) (1839)
- S.163d, Foglio d'album in sol maggiore (Leipzig) (1840)
- S.164, Feuille d'album no. 1 (1840)
- S.164a, Foglio d'album in sol maggiore (Vienna) (1840)
- S.164b, Foglio d'album in sol bemolle maggiore (Leipzig) (1840)
- S.164c, Foglio d'album: Exeter Preludio (1841)
- S.164d, Foglio d'album in sol maggiore (Detmold) (1840)
- S.164e, Foglio d'album: Magyar (1841)
- S.164f, Foglio d'album in la minore (Rákóczi-Marsch) (1841)
- S.164g, Foglio d'album: Berlin Preludio (1842)
- S.165, Feuille d'album (in la bemolle maggiore) (1841)
- S.166, Albumblatt in waltz form (1841)
- S.166a, Foglio d'album in sol maggiore (1843)
- S.166b, Foglio d'album in la bemolle maggiore (Portugal) (1844)
- S.166c, Foglio d'album in la bemolle maggiore (1844)
- S.166d, Foglio d'album: Lyon Prélude (1844)
- S.166e, Foglio d'album: Prélude omnitonique (1844)
- S.166f, Foglio d'album: Braunschweig Preludio (1844)
- S.166g, Foglio d'album: Serenade (1840-49)
- S.166h, Foglio d'album: Andante religioso (1846)
- S.166k, Foglio d'album in la maggiore: Friska (ca. 1846-49)
- S.166m-n, Albumblätter für Prinzessin Marie von Sayn-Wittgenstein (1847)
- S.167, Feuille d'album No. 2 [Die Zelle in Nonnenwerth, terza versione] (1843)
- S.167a, Ruhig [errore di catalogo; si veda introduzione e coda di Strauss/Tausig]
- S.167b, Miniatur Lieder [spartito attualmente non accessibile] (?)
- S.167c, Foglio d'album (dall'Agnus Dei della Missa Solennis, S9) (1860-69)
- S.167d, Foglio d'album (dal poema sinfonico Orfeo, S98) (1860)
- S.167e, Foglio d'album (dal poema sinfonico Die Ideale, S106) (1861)
- S.167f, Foglio d'album in sol maggiore (circa 1860)
- S.168, Elégie sur des motifs du Prince Louis Ferdinand de Prusse [prima/seconda versione] (1842, 1851)
- S.168a, Andante amoroso (1847?)
- S.169, Romance (O pourquoi donc) (1848)
- S.170, Ballata no. 1 in D flat (Le chant du croisé) (1845-48)
- S.170a, Ballata no. 2 [primo abbozzo] (1853)
- S.171, Ballata no. 2 in si minore (1853)
- S.171a, Madrigal (Consolazioni) [prima serie, 6 pezzi] (1844)
- S.171b, Foglio d'album o consolazione no. 1 (1870-79)
- S.171c, Prière de l'enfant à son reveil [prima versione] (1840)
- S.171d, Préludes et Harmonies poétiques et religie (1845)
- S.171e, Litanies de Marie [prima versione] (1846-47)
- S.172, Consolazioni (Sei Penseés poétiques) (1849-50)
- S.172a, Harmonies poétiques et religieuses [ciclo del 1847] (1847)
- S.172a/3&4, Hymne du matin, Hymne de la nuit [ufficialmente S173a] (1847)
- S.173, Harmonies poétiques et religieuses [seconda versione] (1845-52)
- S.174, Berceuse [prima/seconda versione] (1854, 1862)
- S.175, Deux Légendes [2 pezzi] (1862-63)
  1. St. François d'Assise. La Prédication aux oiseaux (Lapredicazione agli uccelli)
  2. St. François de Paule marchant sur les flots (Il passaggio sulle onde)
- S.175a, Grand solo de concert [Grosses Konzertsolo, prima versione] (1850)
- S.176, Grosses Konzertsolo [seconda versione] (1849-50 ?)
- S.177, Scherzo e marcia (1851)
- S.178, Sonata per pianoforte in si minore (1852-53)
- S.179, Preludio su un tema da Weinen, Klagen, Sorgen, Zagen di J. S. Bach (1859)
- S.180, Variazioni su un tema da Weinen, Klagen, Sorgen, Zagen di J. S. Bach (1862)
- S.181, Sarabanda e Chaconne dall'opera Almira di Handel (1881)
- S.182, Ave Maria - Die Glocken von Rom (1862)
- S.183, Alleluia et Ave Maria [2 pezzi] (1862)
- S.184, Urbi et orbi. Bénédiction papale (1864)
- S.185, Vexilla regis prodeunt (1864)
- S.185a, Weihnachtsbaum [prima versione, 12 pezzi] (1876)
- S.186, Weihnachtsbaum [seconda versione, 12 pezzi] (1875-76)
- S.187, Sancta Dorothea (1877)
- S.187a, Resignazione [prima/seconda versione] (1877)
- S.188, In festo transfigurationis Domini nostri Jesu Christi (1880)
- S.189, Klavierstück No. 1 (1866)
- S.189a, Klavierstück No. 2 (1845)
- S.189b, Klavierstück (?)
- S.190, Un portrait en musique de la Marquise de Blocqueville (1868)
- S.191, Impromptu (1872)
- S.192, Fünf Klavierstücke (for Baroness von Meyendorff) [5 pezzi] (1865-79)
- S.193, Klavierstuck (in fa diesis maggiore) (a. 1860)
- S.194, Mosonyis Grabgeleit (Mosonyi gyázmenete) (1870)
- S.195, Dem Andenken Petofis (Petofi Szellemenek) (1877)
- S.195a, Schlummerlied im Grabe [Elegia no. 1, prima versione] (1874)
- S.196, Élégie No. 1 (1874)
- S.196a, Entwurf der Ramann-Elegie [Elegia no. 2, primo abbozzo] (1877)
- S.197, Élégie No. 2 (1877)
- S.197a, Toccata (1879-81)
- S.197b, National Hymne - Kaiser Wilhelm! (1876)
- S.198, Wiegenlied (Chant du berceau) (1880)
- S.199, Nuages gris (Trübe Wolken) (1881)
- S.199a, La lugubre gondola I (Der Trauergondol) [abbozzo di Vienna] (1882)
- S.200, La lugubre gondola [2 pezzi] (1882, 1885)
- S.201, R. W. - Venezia (1883)
- S.202, Am Grabe Richard Wagners (1883)
- S.203, Schlaflos, Frage und Antwort (Notturno da un poema di Toni Raab) (1883)
- S.204, Receuillement (Bellini in Memoriam) (1877)
- S.205, Historische ungarische Bildnisse (Magyar arcképek) [versione originale, 7 pezzi] (1885)
- S.205a, Historische ungarische Bildnisse [con revisione dell'ordine e della conclusione, 7 pezzi] (1885)
- S.206, Trauervorspiel und Trauermarsch (1885)
- S.207, En Rêve. Notturno (1885)
- S.207a, Prélude à la Polka de Borodine (e polka di Borodin) (1880)
- S.208, Unstern: Sinistre, Disastro (1880-86)

#### Lavori in forma danzata
- S.208a, Waltz (in la maggiore) (b. 1825)
- S.209, Grande valse di bravura [prima/seconda versione di S214/1] (1835)
- S.209a, Waltz (in la bemolle) (1840)
- S.210, Valse mélancolique [prima versione di S214/2] (1839)
- S.210a, Valse mélancolique [versione intermedia] (1840)
- S.210b, Valse (in la maggiore) (1830-39)
- S.211, Ländler (in la bemolle maggiore) (1843)
- S.211a, Ländler (in re maggiore) (1879)
- S.212, Petite Valse favorite [prima/seconda versione] (1842, 1843)
- S.212b, Mariotte. Valse pour Marie (1840)
- S.213, Valse-Impromptu (1850?)
- S.213a, Valse-Impromptu [con aggiunte successive] (1880)
- S.214, Trois Caprice-Valses [3 pezzi] [seconde versioni di S209, S210, S401] (1850?)
- S.214a, Carousel de Madame Pelet-Narbone (ca. 1875-81)
- S.215, Valses oubliées [4 pezzi] (1881-84)
- S.215a, Dritter Mephisto-Walzer (Mefisto valzer no. 3) [primo abbozzo] (1883)
- S.216, Dritter Mephisto-Walzer (Mefisto valzer no. 3) (1883)
- S.216a, Bagatelle sans tonalité (1885)
- S.216b, Vierter Mephisto-Walzer (Mefisto valzer no. 4) [prima versione] (1885)
- S.217, Mephisto Polka [prima/seconda versione] (1883)
- S.218, Galop (in la minore) (1841?)
- S.219, Grand galop chromatique [versione originale] (1838)
- S.219bis, Grand galop chromatique [versione semplificata] (1838)
- S.220, Galop de Bal (1840?)
- S.221, Mazurka brillante (1850)
- S.221a, Mazurka in fa minore [forse non di Liszt] (?)
- S.222, [errore di catalogo; uguale a S.212]
- S.223, Deux Polonaises [2 pezzi] (1851)
- S.224, Czárdás macabre (1881-82)
- S.225, Due Csárdás [2 pezzi] (1884)
- S.226, Festvorspiel (1856)
- S.226a, Marche funèbre (1827)
- S.227, Goethe Festmarsch [prima versione] (1849)
- S.228, Huldigungsmarsch [prima/seconda versione] (1853)
- S.229, Vom Fels zum Meer! - Deutscher Siegesmarsch (1853-56)
- S.230, Bülow-Marsch (1883)
- S.230a, Festpolonaise (1876)
- S.231, Heroischer Marsch in ungarischem Stil (1840)
- S.232, Ungarischer Sturmmarsch [versione iniziale di S524] (1843?)
- S.233, Ungarischer Geschwindmarsch (1870)
- S.233a, Siegesmarsch. Marche triomphale (Marcia trionfale) (?)
- S.233b, Marche hongroise (in mi bemolle minore) (1844)

#### Lavori su temi nazionali

##### Cechi
- S.234, Hussitenlied (melodia di J. Krov) (1840)

##### Inglesi
- S.235, God Save the Queen (1841)

##### Francesi
- S.236, Faribolo Pasteur and Chanson du Béarn [2 pezzi] (1844)
- S.237, La Marseillaise (1872?)
- S.238, La cloche sonne (1850?)
- S.239, Vive Henri IV (1870-80 ?)

##### Tedeschi
- S.240, Gaudeamus igitur. Concert paraphrase [prima/seconda versione] (1843, 1853)

##### Ungheresi
- S.241, Hungarian Recruiting Songs (Zum Andenken) (da Fáy & Bihari) (1828)
- S.241a, Ungarische Romanzero (Libro di canzoni ungheresi) [18 pezzi] (1853)
- S.241b, Magyar tempo (1840)
- S.242, Magyar Dalok: Magyar Rapszódiák [21 pezzi] (1839-47)
- S.242a, Rákóczi-Marsch [prima versione] (1839-1840)
- S.243, Ungarische National-Melodien [3 pezzi] (ca. 1843)
- S.243a, Célèbre mélodie hongroise (a. 1866)
- S.244, Rapsodie ungheresi (Rapsodies hongroises) [19 pezzi] (1846-86)
- S.244a, Rákóczi-Marsch [dalla versione orchestrale] (1863)
- S.244b, Rákóczi-Marsch [versione semplificata di S244a] (1871)
- S.244c, Rákóczi-Marsch [versione popolare] (?)
- S.245, Fünf ungarische Volkslieder (Abranyi) [5 pezzi] (1873)
- S.246, Puszta-Wehmut (A Puszta Keserve) (1880-86 ?)

##### Italiani
- S.248, Canzone Napolitana [prima/seconda versione] (1842)

##### Polacchi
- S.249, Glanes de Woronince [3 pezzi] (1847-48)
- S.249a, Mélodie polonaise [corto abbozzo] (1871)
- S.249b, Dumka (1871)
- S.249c, Air cosaque (1871)
- S.249d, Le rossignol (Air russe d'Alexander Alabieff)

##### Russi
- S.250, Deux Mélodies russes. Arabesques [2 pezzi] (1842)
- S.250a, Le rossignol (Alyabyev) [prima versione di S250/1] (1842)
- S.251, Abschied. Russisches Volkslied (1885)

##### Spagnoli
- S.252, Rondeau fantastique sur un thème espagnol, El Contrabandista (Garcia) (1836)
- S.252a, La Romanesca [prima/seconda versione] (ca. 1832, b. 1852)
- S.253, Grosse Konzertfantasie über Spanische Weisen (1853)
- S.254, Rhapsodie espagnole (1863?)
- S.254x, Rapsodie espagnole [orchestrato da Ferruccio Busoni]

### Duetto per pianoforte
- S.256, Variazioni su un tema di Chopstick (1880)
- S.256a, Notturno [forse non di Liszt] (?)

### Due pianoforti
- S.257, Grosses Konzertstück über Mendelssohns Lieder ohne Worte (1834)
- S.258, Concerto pathétique (b. 1856)

### Organo
- S.259, Fantasia e Fuga sulla corale Ad nos, ad salutarem undam (1850)
- S.260, Präludium und Fuge über das Thema BACH [prima/seconda versione] (1855, 1870)
- S.261, Pio IX. Der Papsthymnus (1863?)
- S.261a, Andante religioso (1861?)
- S.262, Ora pro nobis. Litanei (1864)
- S.263, Resignazione (1877)
- S.264, Missa pro organo lectarum celebrationi missarum adjumento inserviens (1879)
- S.265, Gebet (1879)
- S.266, Requiem für die Orgel (1883)
- S.267, Am Grabe Richard Wagners (1883)
- S.268, Zwei Vortragsstücke [2 pezzi] (1884)

### Canzoni
- S.269, Angiolin dal biondo crin (Marchese C. Bocella) [prima/seconda versione] (1839, ?)
- S.270, Three Petrarch Sonnets [3 canzoni, prima/seconda versione] (1844-45, 1854]
- S.271, Il m'aimait tant (Delphine Gay) (1840?)
- S.272, Am Rhein im schönen Strome (Heine) [prima/seconda versione] (1840?, 1854)
- S.273, Die Lorelie (Heine) [prima/seconda versione] (1841, ?)
- S.274, Die Zelle in Nonnenwerth [prima/seconda versione, rivista nel 1862] (b. 1841, 1857)
- S.275, Mignons Lied (Kennst du das Land) (Goethe) [prima/seconda/terza versione] (1842, 1854, 1860)
- S.276, Comment, disaient-ils (Hugo) [prima/seconda versione] (1842, ?)
- S.277, Bist du (Prince E. Metschersky) [prima/versione rivista] (1843, ca. 1878-79)
- S.278, Es war ein König in Thule (Goethe) [prima/seconda versione] (1842, ?)
- S.279, Der du von dem Himmel bist (Goethe) [prima/seconda/terza versione] (1842, ?, 1860)
- S.280, Freudvoll und leidvoll (Goethe) [prima/seconda/terza versione] (1844, 1848?, ?)
- S.281, Die Vätergruft (1844)
- S.282, O quand je dors (Hugo) [prima/seconda versione] (1842, ?)
- S.283, Enfant, si j'etais roi (Hugo) [prima/versione rivista] (1844?, ?)
- S.284, S'il est un charmant gazon (Hugo) [prima/versione rivista] (1844?, ?)
- S.285, La tombe et la Rose (Hugo) (1844?)
- S.286, Gastibelza, Bolero (Hugo) (1844?)
- S.287, Du bist wie eine Blume (Heine) (1843?)
- S.288, Was Liebe sei (C. von Hagn) [prima/seconda/terza versione] (1843?, ca. 1855, 1878-79)
- S.289, Vergiftet sind meine Lieder (Heine) [prima/versione rivista] (1842, ?)
- S.290, Morgens steh ich auf und frage (Heine) [prima/versione rivista] (1843?, ca. 1855)
- S.291, Die todte Nachtigall (Kaufmann) [prima/versione rivista] (1843?, 1878)
- S.292, Songs from Schiller's Wilhelm Tell [3 canzoni, prima/versione rivista] (1845?, ?)
- S.293, Jeanne d'Arc au bûcher (Dumas) [prima/versione rivista] (1845, 1874)
- S.294, Es rauschen die Winde [prima/seconda versione] (ca. 1845, b. 1856)
- S.295, Wo weilt er? (Rellstab) (1844)
- S.296, Ich möchte hingehn (Herwegh) [rivista successivamente] (1845)
- S.297, Wer nie sein Brot mit Tränen ass (Goethe) [prima/versione rivista] (ca. 1845)
- S.298, O lieb so lang du lieben kannst (Freiligrath) (1845?)
- S.299, Isten veled (Farewell) (Horvath) [prima/versione rivista] (1846-47)
- S.300, Le juif errant (Béranger) (1847)
- S.301, Kling leise, mein Lied [prima/versione rivista] (1848)
- S.301a, Oh pourquoi donc (Mme Pavloff) (1843)
- S.301b, En ces lieux. Élégie (E. Monnier) (1844)
- S.302, Die Macht der Musik (Duchessa Helen di Orléans) (1848-49)
- S.303, Weimars Toten. Dithyrambe (Schober) (b. 1848)
- S.304, Le vieux vagabond (Béranger) (b. 1848)
- S.305, Schwebe, schwebe, blaues Auge [prima/versione rivista] (1845, ?)
- S.306, Über allen Gipfeln ist Ruh [prima/versione rivista] (1847?, ?)
- S.306a, Quand tu chantes bercée (Hugo) (1843)
- S.307, Hohe Liebe (Uhland) (1850?)
- S.308, Gestorben war ich (Seliger tod) (Uhland) (1850?)
- S.309, Ein Fichtenbaum steht einsam (Heine) [prima/versione rivista] (ca. 1845, 1854)
- S.310, Nimm einen Strahl der Sonne (1849)
- S.311, Anfangs wollt' ich fast verzagen (Heine) (1849)
- S.312, Wie singt die Lerche schön (Hoffmann von Fallersleben) (1856?)
- S.313, Weimars Volkslied (Cornelius) (1857)
- S.314, Es muss ein wunderbares sein (Redwitz) (1852)
- S.315, Ich liebe dich (Rückert) (1857)
- S.316, Muttergottes - Sträusslein zum Mai-Monate (Müller) [2 canzoni] (1857)
- S.317, Lasst mich ruhen (Hoffmann von Fallersleben) (1858?)
- S.318, In Liebeslust (Hoffmann von Fallersleben) (1858?)
- S.319, Ich scheide (Hoffmann von Fallersleben) (1860)
- S.320, Die drei Zigeuner (Lenau) (1860)
- S.321, Die stille Wasserrose (Geibel) (1860?)
- S.322, Wieder möcht ich dir begegnen (Cornelius) (1860)
- S.323, Jugendglück (Pohl) (1860?)
- S.324, Blume und Duft (Hebbel) (1854)
- S.325, Die Fischertochter (Count C. Coronini) (1871)
- S.326, La Perla (Princess Therese von Hohenlohe) (1872)
- S.327, J'ai perdu ma force est ma vie. 'Tristesse' (de Musset) (1872)
- S.328, Ihr Glocken von Marling (Emil Kuh) (1874)
- S.329, Und sprich (Biegeleben) [revised 1878] (1874)
- S.330, Sei Still (Henriette von Schorn) (1877)
- S.331, Gebet (Bodenstedt) (1878?)
- S.332, Einst (Bodenstedt) (1878?)
- S.333, An Edlitam (Bodenstedt) (1878?)
- S.334, Der Glückliche (Bodenstedt) (1878?)
- S.335, Go not, happy day (Tennyson) (1879)
- S.336, Verlassen (G.Michell) (1880)
- S.337, Des tages laute stimmen schweigen (F. von Saar) (1880)
- S.338, Und wir dachten der Toten (Freiligrath) (1880?)
- S.339, Ungarns Gott. A magyarok Istene (Petófi) (1881)
- S.340, Ungarisches Königslied. Magyar Király-dal (Ábrányi) (1883)
- S.340a, Ne brani menya, moy drug. (Tolstoy) (1886)

### Altri lavori corali
- S.341, Ave Maria IV (1881)
- S.342, Le crucifix (Hugo) (1884)
- S.343, Sancta Caecilia (1884)
- S.344, O Meer im Abendstrahl (Meissner) (1880)
- S.345, Wartburg-Lieder from Der Braut Willkomm auf Wartburg (Scheffel) [7 corali] (1872)

### Recitazioni
- S.346, Lenore (Bürger) (1858)
- S.347, Vor hundert Jahren (F. Halm) (1859)
- S.348, Der traurige Mönch (Lenau) (1860)
- S.349, Des toten Dichters Liebe (Jókai) (1874)
- S.350, Der blinde Sänger (Alexei Tolstoy) (1875)

## Arrangiamenti, Trascrizioni, Fantasie, etc.

### Opere per orchestra

#### Hans von Bülow
- S.351, Mazurka Fantasia, Op. 13 (1865) (Hans von Bülow)

#### Cornelius
- S.352, Second Overture to The Barber of Baghdad [completed from Cornelius's sketches] (1877)

#### Egressy ed Erkel
- S.353, Szózat und Hymnus (1873)

#### Liszt
- S.354, Deux Légendes (1863)
- S.355, Vexilla regis prodeunt (1864)
- S.356, Festvorspiel (1857)
- S.357, Huldigungsmarsch [prima/seconda versione] (1853, 1857)
- S.358, Vom Fels zum Meer. Deutscher Siegesmarsch (1860)
- S.359, 6 Rapsodie ungheresi (?)
- S.360, A la chapelle Sixtine (Allegri & Mozart) [basata sull'Ave Verum di Mozart e sul Miserere di Allegri] (1862)
- S.361, Pio IX. Der Papsthymnus (ca. 1863)
- S.362, Benedictus and Offertorium dall'Hungarian Coronation Mass (1875)

#### Schubert
- S.363, 4 marce [dalle opere 40, 54, 121] (1859-60) (Franz Schubert)

#### Zarembski
- S.364, Danses galiciennes (1881)

### Pianoforte e orchestra

#### Liszt
- S.365, Grand solo de concert [preparato da Leslie Howard] (1850)
- S.365a, Concerto pathétique (No. 4) in mi minore (1885-86)
- S.365b, Hexaméron, Morceau de concert [orchestrazione completata da Leslie Howard] (ca. 1839)

#### Schubert
- S.366, Wanderer-Fantasie (Fantasia in do maggiore, Op. 15) (1851)

#### Weber
- S.367, Polacca brillante, Op. 72 (1849) (Carl Maria von Weber)

### Canzoni con orchestra

#### Korbay
- S.368, 2 canzoni (Le Matin di Bizet e Gebet di Geibel) (1883)

#### Liszt
- S.369, Die Lorelei (Heine) (1860)
- S.370, Mignons Lied (Kennst du dass Land) (Goethe) (1860)
- S.371, Die Vätergruft (Uhland) (1886)
- S.372, Canzone dal Guglielmo Tell di Schiller (ca. 1855)
- S.373, Jeanne d'Arc au bûcher (Dumas) [prima/seconda versione] (1858, 1874)
- S.374, Die drei Zigeuner (Lenau) (1860)

#### Schubert
- S.375, 6 canzoni (1860)
- S.376, Die Allmacht (1871)

#### Zichy
- S.377, Der Zaubersee. Ballad (Zichy) (1884)

### Musica da camera

#### Liszt
- S.377a, La Notte (Odes Funèbre No. 2) (1864-66)
- S.378, Angelus! - Priere aux anges gardiens [prima/seconda versione] (1877, 1880)
- S.379, Rapsodie hongroise No. 9 (Pester Karneval) (?)
- S.379a, Rapsodie hongroise No. 12 (1850-59)
- S.379b, Puszta-Wehmut (A Puszta Keserve) (ca. 1871)
- S.380, O du mein holder Abendstern da Tannhäuser (Wagner) (1852)
- S.381, Benedictus and Offertorium dall'Hungarian Coronation Mass [da S.11] (1862)
- S.381a, Ungarns Gott. A magyarok Istene (Petőfi) (1882)
- S.382, Die Zelle im Nonnenwerth (ca. 1880-86)
- S.383, Die drei Zigeuner (Lenau) (1864)

### Pianoforte solo

#### Parafrasi, trascrizioni da opere, ecc.

##### Ábrányi
- S.383a, Elaboration on Virag dál (1881) (Kornél Ábrányi)

##### Alabieff
- S.384, Mazurka pour piano composée par un amateur de St. Petersbourg (1863)
- S.384a, Variazioni su Tiszántúli azép leány [anonimo, forse non di Liszt] (1846)

##### Daniel Auber
- S.385, Grande Fantaisie sur la Tyrolienne de l'opera La Fiancée [prima/seconda/terza versione] (1829, 1835, 1842)
- S.385a, Melodia tirolese (b. 1856)
- S.386, Tarantelle di bravura dàprès la Tarantelle de La Muette de Portici [versione original/versione di Sophie Menter] (1846, 1869)
- S.387, Tre pezzi su temi di Auber [con un pezzo introduttivo] (one on the Berceuse)--> (a. 1846)
- S.387a, Pezzo su un pezzo sconosciuto (1847)

##### Beethoven
- S.388, Capriccio alla turca sur des motifs de Beethoven (Ruines d'Athènes) (1846)
- S.388a, Marche turque des Ruines d'Athenes (1846)
- S.388b, Fantasie über Beethoven's Ruinen von Athen [prima versione] (1837)
- S.389, Fantasie über Beethoven's Ruinen von Athen [seconda versione] (1852)
- S.389a, Cadenza sul primo movimento del concerto per pianoforte e orchestra n. 3 di Beethoven (1879)

##### Bellini
- S.390, Reminiscences des Puritains [prima/seconda versione] (1836, 1837) (Vincenzo Bellini)
- S.391, I Puritani. Introduzione e polacca (1840)
- S.392, Hexaméron, Morceau de Concert (1837)
- S.393, Fantaisie sur des motifs favoris de l'opéra La sonnambula [prima/seconda/terza versione] (1839, 1840-41, 1874)
- S.394, Réminiscences de Norma (1841-43)

##### Berlioz
- S.395, L'Idée fixe: Andate amoroso [prima/seconda versione] (1833 or 1846?, 1865) (Hector Berlioz)
- S.396, Benediction et Serment da Benvenuto Cellini (1852)

##### Gaetano Donizetti
- S.397, Réminiscences de Lucia di Lammermoor (1839) (Gaetano Donizetti)
- S.398, Marche Funebre et Cavatine de Lucie de Lammermoor (1839)
- S.399, Nuit d'Été à Pausilippe [3 pieces] (1839)
- S.399a, Lucrezia Borgia - Grande fantaisie [first version of S400ii] (1840)
- S.400, Réminiscences de Lucrezia Borgia [first/second version] 1840
- S.400a, Spirto gentil (cavatina sull'opera 'La favorita') 1847
- S.401, Valse a capriccio sur deux motifs de Lucrezia et Parisina [first version of S214/3] (1841)
- S.402, Marche funèbre de Dom Sébastien (1844)

##### Donizetti, Giuseppe
- S.403, Marche pour le Sultan Abdul Medjid-Khan [first/simplified version] (1847, 1848)

##### Duke Ernst
- S.404, Halloh! Jagdchor und Steyrer from the opera Tony (1849)

##### Erkel, Franz
- S.405, Schwanengesang and March from Hunyadi Laszlo (1847)

##### Festetics
- S.405a, Pásztor Lakodalmus Variations - Mélodies hongroises [elaboration by Liszt] (1858)

##### Glinka
- S.406, Tscherkessenmarsch from Ruslan i Lyudmila [first/second version] (1843, 1875)

##### Gounod
- S.407, Valse de l'opéra Faust (b. 1861)
- S.408, Les Sabéennes. Berceuse de l'opéra La Reine de Saba (1861)
- S.409, Les Adieux. Rêverie sur un motif de l'opéra Romeo et Juliette (1867)

##### Halévy
- S.409a, Réminiscences de La Juive (1835)

##### Mendelssohn
- S.410, Hochzeitsmarsch und Elfenreigen aus dem Sommernachtstraum (1847-50)

##### Mercadante
- S.411, Soirée italienne. Six amusements (1838)

##### Meyerbeer
- S.412, Réminiscences des Huguenots - Grande fantaisie dramatique [first/second version] (1836, 1842)
- S.412a, Réminiscences de Robert le Diable - Cavatine (1846?)
- S.413, Réminiscences de Robert le Diable - Valse infernale (1840)
- S.414, Illustrations du Prophète [4 pieces, 4th=S624] 1849-50
- S.415, Illustrations de l'Africaine [2 pieces] 1865
- S.416, Le Moine (1841)

##### Mosonyi, Michael
- S.417, Fantaisie sur l'opéra hongrois Szép Ilonka (1865)

##### Mozart
- S.418, Réminiscences de Don Juan (1841)

##### Pacini
- S.419, Divertissement sur la cavatine "I tuoi frequenti palpiti" (1835)

##### Paganini
- S.420, Grande Fantaisie de bravoure sur La Clochette (1832-34)

##### Raff
- S.421, Andante Finale and March from the opera Köning Alfred [2 pieces] (1853)

##### Rossini
- S.421a, Introduction et Variations from "Siege of Corinth" [introduction only] (1839?)
- S.422, Première grande fantaisie (Soirées musicales) [first/second version] (1836)
- S.422i, La serenate e l'orgia - Première grande fantaisie (Soirées musicales) [first version] (1836)
- S.423, Deuxième grande fantaisie (Soirées musicales) (1836)
- S.424, Soirées musicales [12 pieces] (1837)

##### Schubert
- S.425, Mélodies hongroises [3 pieces] (1839-40)
- S.425a, Mélodies hongroises [revised versions] (1846)
- S.426, Schubert's Marches [3 pieces] (1846)
- S.426a, Marche militaire (ca. 1870)
- S.427, Soirées de Vienne [9 pieces] (1852)

##### Sorriano
- S.428, Feuille morte. Elégie d'après Sorriano (1844-45)

##### Tchaikovsky
- S.429, Polonaise from Eugene Onegin (1879)

##### Végh, Janos
- S.430, Valse de concert (1882-83)

##### Verdi
- S.431, Salve Maria de Jerusalem from I Lombardi [first/second version] (1848, 1882)
- S.431a, Ernani - Première paraphrase de concert (1847)
- S.432, Ernani - Paraphrase de concert (No. 2) [first/second version] (b. 1849, 1860)
- S.433, Miserere du Trovatore (1860)
- S.434, Rigoletto Paraphrase de Concert (1859)
- S.435, Don Carlos Coro e Marcia funebre (1867-68)
- S.436, Aida Danza sacra e duetto finale (1877)
- S.437, Agnus Dei (1877)
- S.438, Réminiscences de Boccanegra (1882)

##### Wagner
- S.439, Phantasiestück über Motive aus Rienzi (1859)
- S.440, Spinnerlied aus Der fliegende Holländer (1860)
- S.441, Ballade aus Der fliegende Holländer (1872)
- S.442, Ouvertüre zu R. Wagners Tannhäuser (1848)
- S.443, Pilgerchor aus Tannhäuser [first/second version] (1861, 1885)
- S.444, O du mein holder Abendstern aus Tannhäuser (1848)
- S.445, Zwei stücke aus Tannhäuser und Lohengrin (1852)
- S.446, Aus Lohengrin [3 pieces] (1854)
- S.447, Isoldens Liebestod aus Tristan und Isolde [first/revised version] (1867, 1875)
- S.448, Am stillen Herd aus Die Meistersinger (1871)
- S.449, Walhall aus Der Ring des Nibelungen (1875)
- S.450, Feierlicher Marsch zum heiligen Graal aus Parsifal (1882)

##### Weber
- S.451, Freischütz-Fantasie (1840-41)
- S.452, Leyer und Schwert [4 pieces] (1848)
- S.453, Einsam bin ich, nicht alleine, from Preciosa (1848)
- S.454, Schlummerlied mit Arabesken (1848)
- S.455, Polonaise brillante (1851)

##### Zichy, Count Géza
- S.456, Valse d'Adele (1877)

##### Sconosciuto
- S.458, Fantasy on Il Giuramento (Mercadante) (1838?)
- S.460, Kavallerie-Geschwindmarsch [anonymous] (?)

#### Partiture per pianoforte, trascrizioni, ecc.

##### Allegri e Mozart
- S.461, A la chapelle Sixtine [first/second version] (1862, ?)
- S.461a, Ave verum corpus, Kv618 (1862)

##### Bach
- S.462, Sechs Praeludien und Fugen für Orgel [6 pieces] (1850)
- S.463, Organ Fantasy and Fugue in G minor [first/second version] (1860, ?)

##### Beethoven
- S.463a, Symphonie No.5 [first version] (1837)
- S.463b, Symphonie No.6 [first version] (1837)
- S.463c, Symphonie No.6 [second version. Alternative 5th movement] (1863-64)
- S.463d, Symphonie No.7 [first version] (1837)
- S.463e, Marche funèbre [Beethoven's Eroica Symphony, first version] (1843)
- S.464, Symphonies de Beethoven [9 pieces] (1863-64)
- S.465, Grand Septuor, Op. 20 (1841)
- S.466, Adelaïde [third version] (1847)
- S.466a, Adelaïde [first version] (1839)
- S.466b, Adelaïde [second version] (1840)
- S.467, Sechs Geistlicher Lieder (Gellert) [6 pieces] (1840)
- S.468, Sechs Lieder von Goethe [6 pieces] (b. 1849)
- S.469, An die ferne Geliebte - Liederkreis [6 pieces] (1849)

##### Berlioz
- S.470, Symphonie Fantastique (1833)
- S.471, Ouverture des Francs-Juges (1833)
- S.472, Harold en Italie (with viola) (1837)
- S.473, Marche des Pèlerins de la sinfonie Harold en Italie [first/second version] (1837?, 1862)
- S.474, Ouverture Le Roi Lear (1837)
- S.475, Valse des Sylphes de la Damnation de Faust (1860)

##### Bulhakov
- S.478, Russischer Galopp [first/second version] (1843, 1843)

##### Von Bülow
- S.479, Dante's Sonnett - Tanto gentile e tanto onesta (1874)

##### Chopin
- S.480, Six Chants polonais, Op. 74 [6 pieces] (1847-60)

##### Conradi
- S.481, Zigeunerpolka (1847?)

##### Cui
- S.482, Tarantella (1885)

##### Dargomyschsky
- S.483, Tarantella (1879)

##### David, Ferdinand
- S.484, Bunte Reihe, Op. 30 [24 pieces] (1850)

##### Dessauer
- S.485, Drei Lieder (1846)

##### Ernst, Duke
- S.485b, Die Gräberinsel (1842)

##### Egressy and Erkel
- S.486, Szózat und Hungarischer Hymnus (1873)

##### Festetics
- S.487, Spanisches Ständchen 1846

##### Franz
- S.488, Er ist gekommen in Sturm und Regen 1848
- S.489, Zwölf Lieder [12 pieces] (1848)

##### Goldschmidt
- S.490, Liebesszene und Fortunas Kugel (1880)

##### Gounod
- S.491, Hymne à Sainte Cécile (1866)

##### Herbeck
- S.492, Tanzmomente [8 pieces] (1869)

##### Hummel
- S.493, Grosses Septett, Op. 74 (1848)

##### Lassen
- S.494, Löse, Himmel, meine Seele [first/second version] (1861, 1872)
- S.495, Ich weil' in tiefer Einsamkeit (1872)
- S.496, Hebbel's Nibelungen & Goethe's Faust [4 pieces] (1878-79)
- S.497, Symphonisches Zwischenspiel ('Über allen Zauber Liebe') (ca. 1882-83)

##### Lessmann
- S.498, Drei Lieder ('Tannhäuser') (1882?)

##### Liszt
- S.498a, Drei Stücke aus der heilige Elisabeth (1857-62)
- S.498b, Zwei Orchesterstücke aus Christus (1862-66)
- S.498c, San Francesco - Preludio (1862-66)
- S.499, Cantico del Sol di San Francesco d'Assisi (1881)
- S.499a, San Francesco - Preludio per il Cantico del Sol (1880)
- S.500, Excelsior! - Preludio (1875)
- S.501, Benedictus und Offertorium (Missa Coronationalis) (1867)
- S.502, Weihnachtslied II (1864)
- S.503, Slavimo Slavno Slaveni! (1863)
- S.504, Ave Maria II (in D) [first/second version in D flat] (1870, 1873)
- S.504a, Via Crucis [15 pieces] (1878-79)
- S.504b, Choräle [11 pieces] (1878-79)
- S.505, Zum Haus des Herrn (In domum Domini ibimus) (1884)
- S.506, Ave maris stella (1868)
- S.507, Klavierstück aus der Bonn Beethoven-Cantata (?)
- S.507a, Schnitterchor (Pastorale - Schnitterchor aus Prometheus) (1850)
- S.508, Pastorale. Schnitterchor aus dem Entfesselten Prometheus (1861)
- S.509, Gaudeamus igitur - Humoreske (1870)
- S.510, Marche héroïque (?)
- S.511, Geharnischte Lieder [3 pieces] (1861)
- S.511a, Les Préludes (Poème symphonique No. 3) [arranged by Karl Klauser, revised by Liszt] (1863)[3][4]
- S.511b, Orpheus (Poème symphonique No. 4) [arranged by Fredrich Spiro, revised by Liszt] (1879)[5]
- S.511c, Mazeppa (Poème symphonique No. 6) [arranged by Theodor Forchhammer, revised by Liszt] (1870-79)[5]
- S.511d, Festklänge (Poème symphonique No. 7) [arranged by Ludwig Stark, revised by Liszt] (1870-79)[5]
- S.511e, Hungaria (Poème symphonique No. 9) [arranged by Fredrich Spiro, revised by Liszt] (1872)[5]
- S.512, Von der Wiege bis zum Grabe (Poème symphonique No. 13) (1881)
- S.513, Gretchen aus Faust-Simpfonie (b 1867)
- S.513a, Der nächtliche Zug (?)
- S.514, Erster Mephisto-Walzer (Mephisto Waltz No. 1, Der Tanz in der Dorfschenke) [original version] (1859-62)
- S.514a, Erster Mephisto-Walzer (Mephisto Waltz No. 1) [with later additions] (1859-62)
- S.515, Zweiter Mephisto-Walzer (Mephisto Waltz No. 2) (1881)
- S.516, Les Morts (Ode Funèbre No. 1) (1860)
- S.516a, La notte (Ode Funèbre No. 2) (?)
- S.517, Le Triomphe funèbre du Tasse (Odes Funèbre No. 3) (1866)
- S.518, Salve Polonia (a. 1863)
- S.519, Deux Polonaises de St Stanislaus (1870-79)
- S.520, Künstlerfestzug [first/second version] (1857-60, 1883)
- S.521, Festmarsch zur Goethejubiläumsfeier [first/second version] (1857, 1872)
- S.522, Festmarsch nach motiven von E.H.z.S.-C.-G (1857)
- S.523, Ungarischer Marsch zur Krönungsfeier in Ofen-Pest (1870)
- S.524, Ungarischer Sturmmarsch [first/second version] (?, 1875)
- S.525, Totentanz. Paraphrase on Dies Irae (1860-65)
- S.526, Epithalam zu Eduard Reményis Vermählungsfeier (?)
- S.527, Romance oubliée (?)
- S.527bis, Romance oubliée [short draft] (1880)
- S.529, Fantasie und Fuge über das Thema BACH [first/second version] (1856, 1870)
- S.530, L'Hymne du Pape. Inno del Papa. Der Papsthymnus (1864)
- S.531, Buch der Lieder I [5 pieces] (?)
- S.532, Die Lorelei (Heine) [second version] (1861)
- S.533, Il m'aimait tant (Delphine Gay) (1842)
- S.534, Die Zelle in Nonnenwerth (Felix Lichnowski) [first/second/fourth version] (1842, 1860, 1880)
- S.535, Comment, disaient-ils [Buch der Lieder II] (1845?)
- S.536, O quand je dors [Buch der Lieder II] (1847?)
- S.537, Enfant, si j'étais roi [Buch der Lieder II] (1847?)
- S.538, S'il est un charmant gazon [Buch der Lieder II] (1847?)
- S.539, La tombe et la rose [Buch der Lieder II] (1847?)
- S.540, Gastibelza [Buch der Lieder II] (1847?)
- S.541, Liebesträume. Drei Notturnos (ca. 1850)
- S.542, Weimars Volkslied [first/second version] (1857, ?)
- S.542a, Ich liebe dich (?)
- S.542b, Fanfare zur Enthüllung des Carl-Augusts Monument (?)
- S.543, Ungarns Gott. A magyarok Istene (Petófi) [original/(S543bis)left-hand version] (1881)
- S.544, Ungarisches Königslied. Magyar Király-dal (Ábrányi) (1883)
- S.545, Ave Maria IV (1881)
- S.546, Der blinde Sänger (Alexei Tolstoy) [solo version] (1878)
- S.546a, O Roma nobilis (1879)

##### Mendelssohn
- S.547, Sieben Lieder (from Opp. 19, 34, 47) [7 pieces] (1840)
- S.548, Wasserfahrt and Der Jäger Abschied (from Op. 50) [2 pieces] (1848)

##### Meyerbeer
- S.549, Festmarsch zu Schillers 100-Jähriger Geburtsfeier (?)

##### Mozart
- S.550, Zwei Transcriptionen über Themen aus Mozart's Requiem, K626 [2 pieces] (1862)

##### Pezzini
- S.551, Una stella amica. Mazurka (?)

##### Raff
- S.551a, Einleitung und Coda zu Raffs Walzer in Des-dur (opus 54/1) (1880)

##### Rossini
- S.552, Ouverture de l'opéra Guillaume Tell (1838)
- S.552a, Caritas [La charité, first version] (1847)
- S.552b, La carità [La charité, simplified version] (1847)
- S.553, Deux Transcriptions [2 pieces] (1847)

##### Rubinstein
- S.554, Zwei Lieder [2 pieces] (1880)
- S.554a, Einleitung und Coda sur des notes fausses (1880)

##### Saint-Saëns
- S.555, Danse macabre, Op. 40 (1876)

##### Schubert
- S.556, Die Rose [first/intermediate/second version] (1832, ca. 1837, 1838)
- S.557, Lob der Tränen (1837)
- S.557a, Erlkönig [first version] (?)
- S.557b, Meeresstille [first version] (?)
- S.557b/bis, Meeresstille [first version, ossia] (?)
- S.557c, Frühlingsglaube [first version] (?)
- S.557d, Ave Maria (Ellens dritter Gesang) [first version] (?)
- S.558, 12 Lieder (1837-38)
- S.558bis, 12 Lieder [revised versions of Nos. 3, 4, 7, 8, 9, 11] (ca. 1839)
- S.559, Der Gondelfahrer, Op. 28 (1838)
- S.559a, Sérénade [Ständchen, first version] (1837)
- S.560, Schwanengesang [14 pieces] (1838-39)
- S.560bis, Schwanengesang [14 pieces, alternative versions] (ca. 1839)
- S.561, Winterreise [12 pieces] (1839)
- S.561, Winterreise [alternative versions of Nos. 2, 3, 7, 10,] (ca. 1839)
- S.562, Geistliche Lieder [4 pieces] (1841)
- S.563, Six mélodies célèbres [6 pieces, 1st by Weyrauch] (1844)
- S.564, Die Forelle [second version] (1846)
- S.565, Six Mélodies favorites de La belle meunière [6 pieces] (1846)
- S.565bis, Müllerlieder [6 pieces, revised versions] (ca. 1879)
- S.565a, Wandererfantasie (Grosse Fantasie in C-dur) (ca. 1868)
- S.565b, Schubert's Impromptus [2 pieces, Op. 90/2-3] (ca. 1868)

##### Schumann
- S.566, Widmung, Liebeslied (1848)
- S.566a, Widmung, Liebeslied [sketch of a more literal transcription] (1848)
- S.567, An den Sonnenschein, Rotes Röslein (1861)
- S.568, Frühlingsnacht (Überm Garten durch die Lüfte) (1872)
- S.569, Zehn Lieder von Robert und Clara Schumann [10 pieces] (1872)
- S.570, Provençalisches Minnelied (1881)

##### Smetana
- S.570a, Einleitung und Coda zu Smetanas Polka (de salon, opus 7/1) (1880)

##### Spohr
- S.571, Die Rose aus Zemire und Azor (1876)

##### Tausig
- S.571a, Einleitung und Schlußtakte zu Tausigs dritter Valse-Caprice (1880)

##### Szabady and Massenet
- S.572, Revive Szegedin (1879)

##### Széchényi, Count Imre
- S.573, Bevezetés és magyar indulò (1872)

##### Tirindelli
- S.573a, Seconda mazurka variata (1880)

##### Weber
- S.574, Ouverture Oberon (1846?)
- S.575, Ouverture Der Freischütz (1840-41)
- S.576, Jubelouverture (1846)
- S.576a,  Konzertstück, Op. 79 (ca. 1868)

##### Wielhorsky, Count Michael
- S.577, Lyubila ya [first/second version] (1843, ?)

### Due pianoforti

#### Field
- S.577a, 11 Nocturnes (Nos. 1-9, 14, 18 and Nocturne Pastorale in E) (?)

#### Liszt
- S.578, 4 Pieces from St. Elisabeth (1862)
- S.579, Christus Oratorio 4th and 5th section (?)
- S.580, Excelsior! - Preludio (?)
- S.581, Benedictus and Offertorium from the Hungarian Coronation Mass (1869)
- S.582, O Lamm Gottes, unschuldig (1878-79)
- S.583, Via Crucis (?)
- S.584, Festkantate zur Enthüllung des Beethoven-Denkmals in Bonn (1845)
- S.585, Pastorale. Schnitterchor aus dem Entfesselten Prometheus (1861)
- S.586, Gaudeamus igitur. Humoreske (1870)
- S.587, Marche héroique (?)
- S.588, Weimars Volkslied (Cornelius) (1857)
- S.589, Ce qu'on entend sur la montagne (Poème symphonique No. 1) (1874)
- S.590, Tasso, Lamento e Trionfo (Poème symphonique No. 2) (1858)
- S.591, Les Préludes (Poème symphonique No. 3) (ca. 1858)
- S.592, Orpheus (Poème symphonique No. 4) (ca. 1858)
- S.593, Prometheus (Poème symphonique No. 5) (1858)
- S.594, Mazeppa (Poème symphonique No. 6) (1874)
- S.595, Festklänge (Poème symphonique No. 7) (1854-61)
- S.596, Hungaria (Poème symphonique No. 9) (1874?)
- S.569a, Héroïde funèbre (Poème symphonique No. 8) (ca. 1877)
- S.596b, Hunnenschlacht (Poème symphonique No. 11) (ca. 1877)
- S.596c, Die Ideale (Poème symphonique No. 12) (ca. 1874-77)
- S.597, Hamlet (Poème symphonique No. 10) (1874)
- S.598, Von der Wiege bis zum Grabe (Poème symphonique No. 13) (From the Cradle to the Grave) (1881)
- S.599, Two episodes from Lenau's Faust (1861-62)
- S.600, Mephisto Waltz No. 2 (1881)
- S.601, Les Morts (Ode Funébre No. 1) (1866)
- S.602, La Notte (Ode Funébre No. 2) (1866)
- S.603, Le Triomphe Funèbre du Tasse (Ode Funébre No. 3) (1866?)
- S.604, Salve Polonia (1863)
- S.605, Künstlerfestzug zur Schillerfeier (1859)
- S.606, Festmarsch zur Goethejubiläumsfeier (ca. 1858)
- S.607, Festmarsch nach Motiven von E.H. zu S.-C.-G. (ca. 1859)
- S.608, Rákóczy March (1870)
- S.609, Ungarischer Marsch zur Krönungsfeier in Ofen-Pest (1870)
- S.610, Ungarischer Sturmmarsch (1875)
- S.611, Epithalam (1872)
- S.612, Elégie (1874)
- S.613, Weihnachtsbaum (1876)
- S.614, Dem Andenken Petöfis (Petófi Szellemének) (1877)
- S.615, Grande Valse di Bravura (1836)
- S.616, Grand Galop Chromatique (1838)
- S.617, Csárdás macabre (1882)
- S.618, Csárdás obstiné (ca. 1884)
- S.618a, Vom Fels zum Meer. Deutscher Siegesmarsch (?)
- S.619, Bülow-Marsch (ca. 1883)
- S.619a, Festpolonaise (1876)[6]
- S.620, Hussitenlied (Melody by J.Krov) (1840)
- S.621, 6 Hungarian Rhapsodies [from the orchestral version, S359] (1874)
- S.622, Rapsodie hongroise No. 16 (1882)
- S.623, Rapsodie hongroise No. 18 (1885)
- S.623a, Rapsodie hongroise No. 19 (ca. 1885)
- S.624, Fantasy and Fugue on the chorale Ad nos, ad salutarem undam (1850)
- S.625, L'Hymne du Pape (Der Papsthymnus) (1865)
- S.626, Ungarisches Königslied. Magyar Király-dal (Ábrányi) (1883)
- S.627, Fantaisie sur des motifs de l'opéra La sonnambula (Bellini) (1852)
- S.628, Bénédiction et serment (Berlioz's 'Benvenuto Cellini') (1852)
- S.628a, Marche et cavatine (Donizetti's Lucia) (?)
- S.628b, Szózat und Hymnus (Egressy and Erkel) (1873)
- S.629, Tscherkessenmarsch (Glinka's Ruslan i Lyudmila) (1843)
- S.630, Réminiscences de Robert le Diable - Valse infernale (Meyerbeer) (1841-43)
- S.631, Andante finale und Marsch (Raff's 'König Alfred') (1853)
- S.632, 4 Marches (Schubert) (1879)
- S.633, A la chapelle Sixtine (Allegri Mozart) (1865)
- S.634, Grand Septuor Op. 20 (Beethoven) (1841)

#### Mozart
- S.634a, Adagio from Mozart's Die Zauberflöte (1875-81?)

### Due pianoforti

#### Liszt
- S.635, Ce qu'on entend sur la montagne (Poème symphonique No. 1) (ca. 1854-57)
- S.636, Tasso, Lamento e Trionfo (Poème symphonique No. 2) (ca. 1857)
- S.637, Les Préludes (Poème symphonique No. 3) (ca. 1854-56)
- S.638, Orpheus (Poème symphonique No. 4) (ca. 1854-56)
- S.639, Prometheus (Poème symphonique No. 5) (1855-56)
- S.640, Mazeppa (Poème symphonique No. 6) (1855)
- S.641, Festklänge (Poème symphonique No. 7) (ca. 1853-56)
- S.642, Héroide Funèbre (Poème symphonique No. 8) (ca. 1854-56)
- S.643, Hungaria (Poème symphonique No. 9) (ca. 1854-61)
- S.644, Hamlet (Poème symphonique No. 10) (ca. 1858-61)
- S.645, Hunnenschlacht (Poème symphonique No. 11) (1857)
- S.646, Die Ideale (Poème symphonique No. 12) (1857-58)
- S.647, A Faust Symphony, in three character pictures (1856)
- S.648, A Symphony to Dante's Devina Commedia (ca. 1856-59)
- S.649, Fantasie über Beethovens Ruinen von Athen (1865)
- S.650, Piano Concerto No. 1 in E flat major (1853)
- S.651, Piano Concerto No. 2 in A major (1859)
- S.652, Totentanz. Paraphrase on Dies Irae (1859)
- S.653, Wandererfantasie (Schubert) (a. 1859)
- S.654, Hexaméron, Morceau de Concert (1837)
- S.655, Réminiscences de Norma (Bellini) (1841)
- S.656, Réminiscences de Don Juan (Mozart) (1841)
- S.657, Symphony No. 9 (Beethoven) (1851)
- S.657a/1, Piano Concerto No. 3 (Beethoven) (1878)
- S.657a/2, Piano Concerto No. 4 (Beethoven) (1878)
- S.657a/3, Piano Concerto No. 5 (Beethoven) (1878)
- S.657b, Bülow-Marsch [2-pianos, 8-hands] (1884)

### Organo

#### Allegri e Mozart
- S.658, Évocation à la Chapelle Sixtine (1862)

#### Arcadelt
- S.659, Ave Maria (1862)

#### Bach
- S.660, Einleitung und Fuge aus der Motette Ich hatte viel Bekümmernis und Andante Aus tiefer Not [2 pieces] (1860)
- S.661, Adagio from Bach Violin Sonata No. 4 (BWV1017) (1864)

#### Chopin
- S.662, 2 Préludes from Op. 28 (Nos. 4, 9) (1863)

#### Lassus
- S.663, Regina coeli laetare (1865)

#### Liszt
- S.664, Tu es Petrus from Christus (1867)
- S.665, San Francesco (1880)
- S.666, Excelsior! - Preludio (?)
- S.667, Offertorium from the Hungarian Coronation Mass (1867)
- S.668, Slavimo Slavno Slaveni (1863)
- S.669, Zwei Kirchenhymnen [2 pieces] (1877)
- S.670, Rosario [3 pieces] (1879)
- S.671, Zum Haus des Herrn (In domum Domini ibimus) (1884)
- S.672, Weimars Volkslied (Cornelius) (1865)
- S.673, Weinen, Klagen' Variationen (1863)
- S.674, Ungarns Gott. A magyarok Istene (Petófi) (1882)
- S.674a, O sacrum convivium [2 versions] (?)

#### Nicolai
- S.675, Kirchliche Festoverture (1852)

#### Wagner
- S.676, Pilgerchor from Wagner's Tannhäuser (1860)

### Organo con altri strumenti
- S.677, Hosannah from Cantico del sol di San Francesco d'Assisi (for organ and bass trombone) (1862)
- S.678, Offertorium and Benedictus from the Hungarian Coronation Mass (1869)
- S.679, Aria 'Cujus animam' from Rossini's Stabat Mater (for organ and trombone) (?)

### Recitazioni
Draeseke
- S.686, Helges Treue (Draeseke) (1860)

## Appendice

### Lavori incompiuti
- S.687, Sardanapale (Byron) [opera abbozzata, 111 pagine] (?)
- S.688, Oratorio - Die Legende vom heiligen Stanislaus [sacred choral] (1873-85)
- S.688a, St Stanislaus fragment [pianoforte solo, Library of Congress] (1880-86)
- S.689, Singe, wem Gesang gegeben [secular choral] (1847)
- S.690, Revolutionary Symphony [incompleta, revisionata nel 1848] (1830)
- S.691, De Profundis [pianoforte e orchestra, De Profundis - Psaume instrumental] (1834?)
- S.692, Violin Concerto [abbozzato] (1860)
- S.692a, The Four Seasons String quartet (Vivaldi) (1880?)
- S.692b, Anfang einer jugendsonate [pianoforte solo] (1825)
- S.692c, Allegro maestoso [pianoforte solo] (1826)
- S.692d, Rákóczi-Marsch [pianoforte solo, prima versione, semplificata e non finita] (1839)
- S.692e, Winzerchor (Prometheus) [pianoforte solo] (1850)
- S.693, Deux marches dans le genre hongrois [pianoforte solo, due pezzi] (1840?)
- S.693a, Zwei Stücke aus der heilige Elisabeth [pianoforte solo] (1862)
- S.694, Fantasie über englische Themen [pianoforte solo] (1840?)
- S.695, Morceau en fa majeur [pianoforte solo] (1843?)
- S.695a, Litanie de Marie [pianoforte solo] (1847)
- S.695b, Zigeuner-Epos [pianoforte solo, 11 pieces] (ca. 1848)
- S.696, Mephisto Waltz No.4 (1884)
- S.697, Fantasie über Themen aus Figaro und Don Giovanni (Mozart) [arrangiamento per pianoforte] (1842)
- S.698, La Mandragore - Ballade de l'opéra Jean de Nivelle de L. Delibes [arrangiamento per pianoforte] (a. 1880)
- S.699, La Notte (Odes Funèbre no. 2) [arrangiamento per pianoforte] (1864-66)
- S.700, Grand Fantaisie (Variations) sur des thèmes de Paganini [prima/seconda versione, completato da Mezö] (1845)
- S.700a, Variations sur Le Carnaval de Venise (Paganini) [arrangiamento per pianoforte] (?)
- S.701, Den Felsengipfel stieg ich einst hinan [song] (?)
- S.701a, Allegro di bravura  [arrangiamento per orchestra] (ca. 1830)
- S.701b, Marie-Poème [pianoforte solo] (1837)
- S.701c, Andante sensibilissimo [pianoforte solo] (1880-86)
- S.701d, Melodie in Dorische Tonart [pianoforte solo] (1860)
- S.701e, Dante fragment [pianoforte solo] (1839)
- S.701f, Glasgow fragment [pianoforte solo] (?)
- S.701g, Polnisch - sketch [pianoforte solo] (1870-79)
- S.701h/1, Operatic aria - and sketched variation [pianoforte solo] (?)
- S.701h/2, Valse infernale (Meyerbeer) - theme [pianoforte solo arrangiamento] (?)
- S.701j, Harmonie nach Rossini's Carità (La charité) [pianoforte solo arrangiamento] (1847)
- S.701k, Korrekturblatt (to an earlier version of La lugubre gondola) [pianoforte solo] (1882)

### Dubbi o perduti

#### Lavori corali sacri
- S.702, Tantum Ergo (1822)
- S.703, Psalm 2 (1851)
- S.704, Requiem on the death of Emperor Maximilian of Mexico (?)
- S.705, The Creation (?)
- S.706, Benedictus [incerto] (?)
- S.707, Excelsior [arrangiamento, incerto] (?)

#### Lavori corali non religiosi
- S.708, Rinaldo [incerto] (ca. 1848)

#### Lavori orchestrali
- S.709, Salve Polonia [riscoperto e rinumerato come S.113] (1863)
- S.710, Funeral March (?)
- S.711, Csárdás macabre [arrangiamento] (?)
- S.712, Romance oubliée [arrangiamento] (?)

#### Pianoforte e orchestra
- S.713/1, Piano Concerto in A minor (1825?)
- S.713/2, Piano Concerto (1825?)
- S.714, Piano Concerto in the Hungarian style [probabilmente composto da Sophie Menter, rinumerato come S.126a] (1885)
- S.715, Piano Concerto in the Italian style (?)
- S.716, Grande fantaisie symphonique [orchestral] (?)

#### Musica da camera
- S.717, Trio (1825)
- S.718, Quintet (1825)
- S.719, The Four Seasons String quartet (Vivaldi) [riscoperto e rinumerato come S.692a]
- S.720, Allegro moderato (?)
- S.721, Prelude (?)
- S.722, La Notte (Odes Funèbre no.2) [riscoperto e rinumerato come S.377a] (1864-66)
- S.723, Tristia [arrangiamento, from Vallée d'Obermann S160/6] (1880-86 ?)
- S.723a, Postlude on theme from Orpheus [arrangiamento] (?)

#### Pianoforte solo
- S.724, Rondo and Fantasy (1824)
- S.725, 3 Sonatas (1825)
- S.726, Study (?)
- S.726a, Valse (?)
- S.727, Prélude omnitonique (?)
- S.728, Sospiri (Fünf Klavierstücke) [riscoperto e rinumerato come S.192/5] (1879)
- S.729, [riscoperto e rinumerato come 42(?)]
- S.730, Dem Andenken Petöfis (Petófi Szellemének) [riscoperto e rinumerato come S.195] (1877)
- S.731, Valse élégiaque (?)
- S.732, Valse Oubliée No.4 [riscoperto e rinumerato come S.215/4] (1883-84)
- S.733, Marche hongroise (in E flat minor) [riscoperto e rinumerato come S.233b] (1844)
- S.734, Ländler (?)
- S.735, Air cosaque (?)
- S.736, Kerepsi csárdás (?)
- S.737, 3 morceaux en style de danse ancien hongrois (?)
- S.738, Spanish folksong arrangement (?)

##### Arrangiamenti
- S.739, Corolian Overture (Beethoven) (?)
- S.740, Egmont Overture (Beethoven) (?)
- S.741, Le carnaval romain - Overture (Berlioz) (?)
- S.742, Duettino (Donizetti) (?)
- S.743, Soldiers Chorus from Guonod's Faust (?)
- S.743a, Fantasia on themes from Halévy's Guitarero (b. 1841)
- S.744, Paraphrase on Act 4 of Kullak's Dom Sebastien (?)
- S.745, Funeral March (?)
- S.746, Andante Maestoso (?)
- S.747, Poco adagio (from Missa Solemnis) (?)
- S.748, Overture to Mozarts "Die Zauberflöte" (?)
- S.749, Preussischer Armeemarsch (Radovsky) (?)
- S.750, Siege de Corynthe, Introduction (?)
- S.751, Nonetto e Mose, Fantasia on themes by Rossini (?)
- S.752, Gelb rollt (Rubinstein) (?)
- S.753, Alfonso und Estrella, Act 1 (Schubert) (?)
- S.754, Seconda mazurka variata (Tirindelli) [riscoperto e rinumerato come S.573a] (1880)

#### Duetto di pianoforti
- S.755, Sonata (?)

#### Due Pianoforti
- S.756, Mosonyis Grabgeleit (?)
- S.757, La triomphe funébre du Tasse (?)

#### Organo
- S.758, The Organ (Herder) (?)
- S.759, Consolation [arrangiamento] (?)
- S.760, Cantico del sol di St. Francesco [arrangiamento] (?)
- S.761, Marche funèbre (Chopin) [arrangiamento] (?)

#### Canzoni
- S.762, Air de Chateaubriand (?)
- S.763, Strophes de Herlossohn (?)
- S.764, Kränze pour chant (?)
- S.765, Glöcken (Müller) (?)
- S.765a, L'aube naît (Hugo) (1842?)
- S.766, Der Papsthymnus (?)
- S.767, Excelsior (?)

#### Recitazioni
- S.768, Der ewige jude (Schubart) (?)

### Supplementi
- S.990, Fantasy and Fugue on the chorale "Ad nos, ad salutarem undam" (suonata da Liszt a Walter Bache) [arrangiamento per pianoforte] (b. 1862)
- S.991, Waltz in A major [arrangiamento per musica da camera] (?)
- S.993, Wartburg Lieder (Scheffel) [arrangiamento per orchestra] (?)
- S.994, Grand solo caractéristique à propos d'une chansonette de Panseron [arrangiamento per pianoforte] (1830-32)
- S.995, Variations de bravoure sur des thémes de Paganini [incompleto] (1845)
- S.996, Stabat Mater [pianoforte solo] (1870-79 ?)
- S.997, 5 Variationen über Romanze aus 'Joseph' (Méhul) (di Franz Xaver Mozart, attribuite a Liszt) (ca. 1834)
- S.998, Adagio in C [pianoforte solo] (1841)
- S.999, Andante Maestoso [organo] (?)